# 俄语动词
在俄语中，动词用来表示事物的行为或状态。俄语动词在字典中所查到的形式都是其原始形式，称作不定式，而在實際使用中則需要按時態以及主語的人称、性和数的变化而变位，

## 基本特徵
俄語中的動詞都可按體分為完整體與非完整體兩種形式，完整體表示已經完結的動作，而非完整體則表示正在進行、繼續或者反覆性的動作。兩種形式通常成對出現，由一方加上前綴或後綴等形成另一方，例如читать（讀）-прочитать（讀完），делать（做）-сделать（做完），писать（寫）-написать（寫完），давать（給）-дать（給了）等。
也有一些動詞是詞中某部份發生變化，比如решать（解決）-решить（解開），получать（收取）-получить（已收取）等。還有一些則是有不同的詞源，例如говорить（說）-сказать（說了），брать（借）-взять（借了）等。此外還有少數動詞沒有與之成對的動詞，例如сидеть（坐著，非完整體）等。
俄語中共有三種時態：過去時、現在時與將來時，但除了相當於英語中be動詞的быть有將來形式以外，所有的動詞都只有過去式與現在式兩種形式。使用完整體或非完整體可以表達不同的語法含義：
| 時態 | 非完整體              | 非完整體                         | 完整體 | 完整體                         |
| 時態 | 詞形                  | 表達的含義                       | 詞形   | 表達的含義                     |
| ---- | --------------------- | -------------------------------- | ------ | ------------------------------ |
| 過去 | 過去式                | 過去曾經發生或經常發生的某個動作 | 過去式 | 過去曾經發生並且完結的某個動作 |
| 現在 | 現在式                | 正在發生或經常發生的某個動作     | 現在式 | 在將來會完結的某個動作         |
| 將來 | быть的未來形式+不定式 | 將來會發生的某個動作             | （無） | （無）                         |

例如：
- Я читал(а) эту книгу.（我讀過這本書。）
- Я прочитал(а) эту книгу.（我讀完了這本書。）
- Я читаю эту книгу.（我正在讀這本書。/我一直在讀這本書。/我經常讀這本書。）
- Завтра я прочитаю эту книгу.（我明天會讀完這本書。）
- Завтра я буду читать эту книгу.（我明天要讀這本書。）

在俄語中，一些表示移動的動詞在表示單向移動與往返移動、反覆移動、不定向移動或移動的能力時會有不同的形式，例如：идти（走）-ходить（來回走）、ехать（乘交通工具去）-ездить（乘坐交通工具巡遊/能夠乘坐）等。
- Я еду на почту на автобусе.（我坐巴士去郵局。）
- Я езжу на лошади.（我會騎馬。）

此外，俄語中還有一類以-結尾的動詞，是由未完成體動詞加上反身代詞的賓格себя後縮略而來，類似法語等語言中的反身動詞，通常表達「為自己所做的動作」、「發生在自己身上的動作」或者「多個主體之間相互發生的動作」。由於себя已經是賓格，因此這種動詞的賓語不能是賓格，例如：
- Он занимается спортом.（他在運動。）：賓語（體育）為工具格。
- Анна познакомилась с Михаилом вчера.（安娜昨天碰到了米哈伊爾。）：賓語（米哈伊爾）為工具格，且需要前置詞。

## 過去式
俄語動詞的過去式需要根據主語的性與數進行變位。通常是將不定式詞尾的-ть去掉，然後根據主語的性與數加上-л/-ла/-ло/-ли，但也有少數不規則動詞，例如：
| 主語 |      | 一般（ 讀） | 一般（ 讀） |      | 特殊（ 去） | 特殊（ 去） |  | 動詞（ 建造） | 動詞（ 建造） |
| 主語 | 單數 | 複數        | 單數        | 複數 | 單數        | 複數        |  |               |               |
| 陽性 |      |             |             |      |             |             |  |               |               |
| 陰性 |      |             |             |      |             |             |  |               |               |
| 中性 |      |             |             |      |             |             |  |               |               |

在涉及到я（我）、ты（你）兩個人稱代詞或具體的人名時，需要根據主語的性別選擇陽性或陰性用法，而第二人稱單數尊稱Вы（您）後面則使用複數用法。例如：
- Я читал эту книгу.（我（男）讀過這本書。）
- Я читала эту книгу.（我（女）讀過這本書。）

有時主語表達複數含義但並非複數形式，此時動詞仍然需要變位為複數形式，例如：
- Полчаса назад два студента читали здесь.（半個小時前有2個學生在這裡閱讀。）：主語（學生）為單數屬格。

## 現在式
俄語中動詞的現在式需要根據主語的人稱與數進行變位。主要有兩種變位方法，分为第一变位法和第二变位法。由於正寫法的規定、重音移動等影響，有些動詞會有不規則變化。
| 主語     |      | 第一變位法（ 讀） | 第一變位法（ 讀） |      | 第二變位法（ 看） | 第二變位法（ 看） |  | 動詞根據之前的動詞進行變位（ 建造） | 動詞根據之前的動詞進行變位（ 建造） |
| 主語     | 單數 | 複數              | 單數              | 複數 | 單數              | 複數              |  |                                     |                                     |
| 第一人称 |      |                   |                   |      |                   |                   |  |                                     |                                     |
| 第二人称 |      |                   |                   |      |                   |                   |  |                                     |                                     |
| 第三人称 |      |                   |                   |      |                   |                   |  |                                     |                                     |

在第二人稱單數尊稱Вы（您）後面所用的動詞形式與第二人稱複數人稱代詞вы後面的形式相同。
相當於英語中be動詞的быть的現在式很少會用到，僅在表示事物存在時會用到其第三人稱單數現在式есть。另外，在表示「不存在」的否定句中，否定詞не會與есть合成一個詞нет。
- Я студент.（我是學生。）
- У меня есть сын.（我有兒子。）
- У меня нет сына.（我沒有兒子。）

有時主語表達複數含義但並非複數形式，此時動詞仍然需要變位為複數形式。例如：
- Два студента разговаривают. （2個學生正在講話。）：主語（學生）為單數屬格。

## 將來式
俄語中僅有相當於英語中be動詞的быть一詞有將來式，可與非完整體動詞的不定式連用為「合成將來式」。
| 主語     | 單數 | 複數 |
| -------- | ---- | ---- |
| 第一人称 |      |      |
| 第二人称 |      |      |
| 第三人称 |      |      |

## 語氣
在俄語中，可以利用動詞的現在式、過去式以及命令形式表達直陳語氣、條件語氣以及祈使語氣三種語氣。
- 直陳語氣（上述）：
  - 過去時：動詞的過去式
  - 現在時：非完整體動詞的現在式
  - 將來時：完整體動詞的現在式或的將來式+非完整體動詞的不定式
- 條件語氣：利用動詞的過去式構成，但為了區別陳述語氣，需要加入бы或чтобы一詞表示條件語氣。條件句中，條件從句以「Если бы+動詞的過去式」構成，結論句中的動詞則要以「動詞的過去式+бы」的形式出現。例如：
  - Если бы сегодня была хорошая погода, мы могли бы пойти в парк на пикник.（如果今天天氣好的話，我們本來可以去公園野餐。）
  - Я хотел(а) бы съесть немного больше.（我希望能再多吃一點。）
  - Я хочу, чтобы мои дети научились играть на пианино.（我希望我的孩子能學會彈鋼琴。）
- 祈使語氣：第二人稱採用特殊變位方法。而第一人稱、第三人稱則是在句首加上пусть/пускай（表示願望、使役等），дай/дайте（表示決心）等詞語，而在詩句等文學作品中也常在第三人稱句子的句首加上да表示願望。

| 說話對象 |      | 第一變位法（ 讀） | 第一變位法（ 讀） |      | 第二變位法（ 看） | 第二變位法（ 看） |  | 動詞（ 建造） | 動詞（ 建造） |
| 說話對象 | 單數 | 複數              | 單數              | 複數 | 單數              | 複數              |  |               |               |
| 第二人称 |      |                   |                   |      |                   |                   |  |               |               |

應用舉例：
- 第一人稱：
  - Начали!（我們開始吧！）
  - Дайте я вам помогу.（我來幫您吧。）
- 第二人稱：
  - Извините.（對不起/不好意思。）
  - Стой!（停！）
- 第三人稱：
  - Пусть он расскажу.（讓他講吧。）
  - Да здравствует Россия!（俄羅斯萬歲！）

## 形動詞與副動詞
由俄語動詞衍生而來的分詞較為豐富，有形動詞與副動詞兩類。形動詞可作為定語或表語，副動詞可作為狀語。

### 形動詞
將俄語動詞的詞尾通過特定的變形改為與形容詞相同的形態即可變為形動詞。根據現在/過去兩種時態以及主動/被動兩種語態，形動詞共有4種不同形式，但完整體動詞只能變成過去時的形動詞，而且由非完整體動詞變來的過去時被動形動詞也不常用。另外，動詞不存在被動語態的形動詞。
理論上形動詞與形容詞一樣，可以有長尾與短尾兩種形式，但實際上只有被動態的形動詞有短尾形式。其中長尾形式可作為定語或表語，短尾形式只能作為表語，而且現在時被動形動詞的短尾形式比較少用。
| 分類       | 分類 |          | 第一變位法（ / 讀） | 第一變位法（ / 讀） |        | 第二變位法（ / 看） | 第二變位法（ / 看） |  | 動詞（ / 建造） | 動詞（ / 建造） |
| 分類       | 分類 | 非完整體 | 完整體              | 非完整體            | 完整體 | 非完整體            | 完整體              |  |                 |                 |
| 現在時主動 |      |          |                     |                     |        |                     |                     |  |                 |                 |
| 過去時主動 |      |          |                     |                     |        |                     |                     |  |                 |                 |
| 現在時被動 | 長尾 |          |                     |                     |        |                     |                     |  |                 |                 |
| 現在時被動 | 短尾 |          |                     |                     |        |                     |                     |  |                 |                 |
| 過去時被動 | 長尾 |          |                     |                     |        |                     |                     |  |                 |                 |
| 過去時被動 | 短尾 |          |                     |                     |        |                     |                     |  |                 |                 |

應用舉例：
- Я вижу мальчика, читающего книгу.（我看到一位正在讀書的男孩。）
- Девушка, читавшая тут книгу, забыла свой телефон.（在這裡讀書的女孩忘拿了她的電話。）
- Писатель, написавший эту книгу, любит пить водку.（寫這本書的作家喜歡喝伏特加。）
- Эта история, рассказываемая Анной, интересная.（安娜講的這個故事很有趣。）
- Торт, приготовленный Алексеем, очень вкусный.（阿列克謝做的蛋糕很好吃。）
- Эта поэма написана Пушкиным в 1828.（這首詩是普希金在1828年寫的。）：過去時被動形動詞的短尾形式在描述事實時頗為常用。

### 副動詞
將俄語動詞的詞尾通過特定的變形後，可作為副詞修飾其他動詞。由非完整體動詞變來的副動詞表示兩個動作同時發生，由完整體動詞變來的副動詞則表示兩個動作先後發生。
|          |        | 第一變位法（ / 讀） | 第一變位法（ / 讀） |          | 第二變位法（ / 看） | 第二變位法（ / 看） |  | 動詞（ / 建造） | 動詞（ / 建造） |
| 非完整體 | 完整體 | 非完整體            | 完整體              | 非完整體 | 完整體              |                     |  |                 |                 |
| 副動詞   |        |                     |                     |          |                     |                     |  |                 |                 |

應用舉例：
- Смотря фильм, они разговаривали.（他們邊看電影邊聊天。）
- Посмотрев фильм, они вернулись домой.（他們看完電影就回家了。）

## 参看
- 俄语词类
- 俄语语法
- 俄语正寫法